# Ernst von Otto-Kreckwitz
Karl Ernst von Otto-Kreckwitz, auch kurz: Ernst von Otto; (* 26. Juli 1861 in Possendorf; † 1938) war ein deutscher Kynologe und Publizist.

## Leben
Ernst von Otto-Kreckwitz studierte Rechtswissenschaft, dann Naturwissenschaft, beschäftigte sich mit Paläontologie und dann mit den Hunden. Er reformierte das gesamte Züchtungs- und Ausstellungswesen, war selbst züchterisch tätig und galt als hervorragendster Kynologe in Deutschland. Er lebte in Bensheim an der Bergstraße. Ab 1885 gab er in München die Zeitschrift Der Hunde-Sport heraus, ab 1893 hieß die Zeitschrift Hunde-Sport und Jagd. Ab 1904 war er außerdem Herausgeber des Organs der Spezialklubs Der Vorstehhund. Auf eine Initiative von ihm gemeinsam mit Albert de Gingins hin kam es am  16. Juli 1906 zur Gründung vom Kartell der stammbuchführenden Spezialklubs für Jagd- und Nutzhunde (kurz: das Kartell) als zweitem deutschen Dachverband im Hundewesen. Von Otto war bis 1912 im Vorstand des Kartells tätig.

### Familie
Ernst von Otto-Kreckwitz war der Liebhaber der Gräfin Maria Louise Elisabeth Mendel von Wallersee und hatte mit ihr einen Sohn: Friedrich Karl Ludwig Maria Graf Larisch von Mönnich (1894–1929).

## Werke
Seine dramatische Dichtung Chrysis wurde 1895 in Wien aufgeführt.
- Die Deutsche Dogge (München 1888)[5]
- Der Kriegshund, dessen Dressur und Verwendung (München 1894)[6]
- Der Jagdspaniel, seine Erziehung und Führung (Berlin 1913)[7]
- Die Rassen des Hundes (München)[8]
- Jedermanns Hundebuch (Berlin 1924)[9]